# ローラン・ピション
ローラン・ピション（Laurent Pichon、1986年7月19日 - ）は、フランス出身の自転車競技（ロードレース）選手。

## 経歴
2010年、ブルターニュ・シュレーにてプロキャリアをスタート。
2013年、FDJに移籍。ジロ・デ・イタリア初出場。
2016年、ブエルタ・ア・エスパーニャでは逃げに乗り、山岳ジャージと複合ジャージ、そして敢闘賞を獲得。
2017年、プロコンチネンタルチームのフォルトゥネオ・ヴァイタルコンセプトに移籍。
移籍後、2012年以来の勝利を連続で挙げた。

## 主な戦歴

### 2010年
- ツール・ド・ノルマンディー　区間優勝（第7ステージ）

### 2011年
- シルキュイ・デ・アルダンヌ　総合2位、区間優勝（第4ステージ）
- ダンケルク4日間レース　総合2位
- クレズ・ブレズ・エリート　総合優勝

### 2012年
- ブークル・ド・ラ・メイアンヌ　総合優勝

### 2016年
- ブエルタ・ア・エスパーニャ　 敢闘賞（第2ステージ）

### 2017年
- クラシック・ロワール＝アトランティック　優勝
- セッティマーナ・インテルナツィオナーレ・ディ・コッピ・エ・バルタリ　区間優勝（第1aステージ）
- ルート・アデリ・ド・ヴィトレ　優勝